# Lottenhammer
Lottenhammer oder Rentrischer Hammer ist der Name eines ehemaligen Hammerwerks im heutigen St. Ingberter Stadtteil Rentrisch, das von 1759 bis 1910 bestand.

## Geschichte
Der Lottenhammer wurde 1759 von der Unternehmerin Katharina Loth, geb. Gottbill, gegründet. Bis dahin leitete sie als Witwe das St. Ingberter Eisenwerk (die heutige Alte Schmelz), das ihr Ehemann Joseph Loth († 1743) und sie mitbegründet und 1732–1759 betrieben hatten. Bereits seit dem Sommer 1758 stand die „Lothin“, die des Schreibens unkundig war, in Verhandlungen mit Fürst Wilhelm Heinrich von Nassau-Saarbrücken bezüglich der Übernahme verschiedener Eisenwerke auf Saarbrücker Gebiet. Am 17. Juni 1759 kaufte sie schließlich auf Scheidter Bann ein „auf dem Rentrisch“ direkt an der Grenze zu St. Ingbert gelegenes Sägewerk, das vom Scheidter Bach mit der nötigen Energie versorgt wurde. Hier fand sie günstige Bedingungen zur Errichtung eines Hammerwerkes: Es gab Wasser als Antriebskraft und ein Stauweiher samt Zu- und Ableitungen war bereits seit etlichen Jahren vorhanden. Außerdem gab es genug Holz in den umliegenden zu Nassau-Saarbrücken gehörenden Wäldern. Sogleich ging die Lothin daran, die Sägemühle in ein Hammerwerk umzubauen und Wohnungen für sich und ihre Arbeiter zu errichten.
Das Wohn- und Direktionsgebäude aus dem Jahr 1759 existiert noch heute als einziges Überbleibsel des Rentrischer Eisenwerks und steht unter Denkmalschutz. Der im Volksmund für das Gebäude übliche Name „Höfchen“ rührt daher, dass Katharina und ihr Sohn Karl neben dem Hammerwerk eine umfangreiche Landwirtschaft betrieben und sukzessive das um den Hammer liegende Land für sich und ihre Arbeiter aufkauften. In der Vor- und Frühindustrialisierung war es noch gang und gäbe, dass die Unternehmer als Gutsbesitzer tätig waren, auch ihre Arbeiter betrieben eine Nebenerwerbslandwirtschaft, für ihnen der Patron Gartenland und Ställe zur Verfügung stellte. Das notwendige Roheisen erhielt das Rentrischer Eisenwerk von der Eisenschmelze in Illingen, die die Unternehmerin Katharina Loth extra zu diesem Zweck im Jahr 1759 an der Merch errichtete. Die in Illingen erschmolzenen Roheisenstücke (Masseln) wurden unter beträchtlichen Kosten und Schwierigkeiten zur Weiterverarbeitung ins Rentrischer Hammerwerk transportiert.
Zur besseren Belieferung des Lottenhammers übernahmen die Witwe Loth und ihr Sohn Karl mit Vertrag vom 1. Januar 1762 die im Jahr 1728 von Fürstin Charlotta Amalia von Nassau-Usingen gegründete Fischbacher Eisenschmelze. Kurz darauf verstarb die Witwe Loth, die bis zuletzt die Unternehmensleitung nicht aus ihren Händen ließ. An ihre Stelle trat ihr Sohn Karl, der ihr bereits seit Jahren bei ihren Geschäften zur Seite gestanden hatte. Als erstes versuchte er, seine Position als Betreiber des Lottenhammers zu steigern, indem er mit der fürstlichen Verwaltung über eine Überführung der Pacht in Erbbestand verhandelte, was im August 1762 mit einem Vertrag besiegelt wurde.
Die folgenden Jahre waren sehr schwierig und wurden vor allen Dingen durch Rohstoffmangel bestimmt. Insbesondere waren die Holz-Ressoucen der umliegenden Wälder nahezu erschöpft, ein allgemeines Problem der Vor- und Frühindustrialisierung, als es noch nicht gelang, Roheisen mit der an der Saar reichlich vorhandenen Steinkohle zu verhütten. Auch die Roheisenversorgung stockte, so musste die Pacht der Fischbacher Schmelze bereits 1766 infolge eines Vertragsbruchs des Saarbrücker Fürsten aufgegeben werden, und auch die Illinger Schmelze wurde 1786 aufgegeben. Ab diesem Zeitpunkt lieferte das benachbarte St. Ingberter Eisenwerk (die heutige Alte Schmelz) das erforderliche Roheisen. Infolge der Französischen Revolution wurde der Lottenhammer stark in Mitleidenschaft gezogen, die Familie Loth flüchtete vor den Revolutionstruppen und konnte bald ihre Steuern nicht mehr bezahlen. Am 24. Juni 1800 verpachtete schließlich Carl Loth den Lottenhammer an Philipp Heinrich Krämer, den Pächter des St. Ingberter Eisenwerks. 1805 ging der Lottenhammer schließlich gänzlich in den Besitz der Familie Krämer über, die den Hammer noch über 100 Jahre weiter betrieb. 1910 entschloss sie sich, den Lottenhammer wegen der veralteten Technik und der vernachlässigten Rentabilität einzustellen.